# Amalfitana

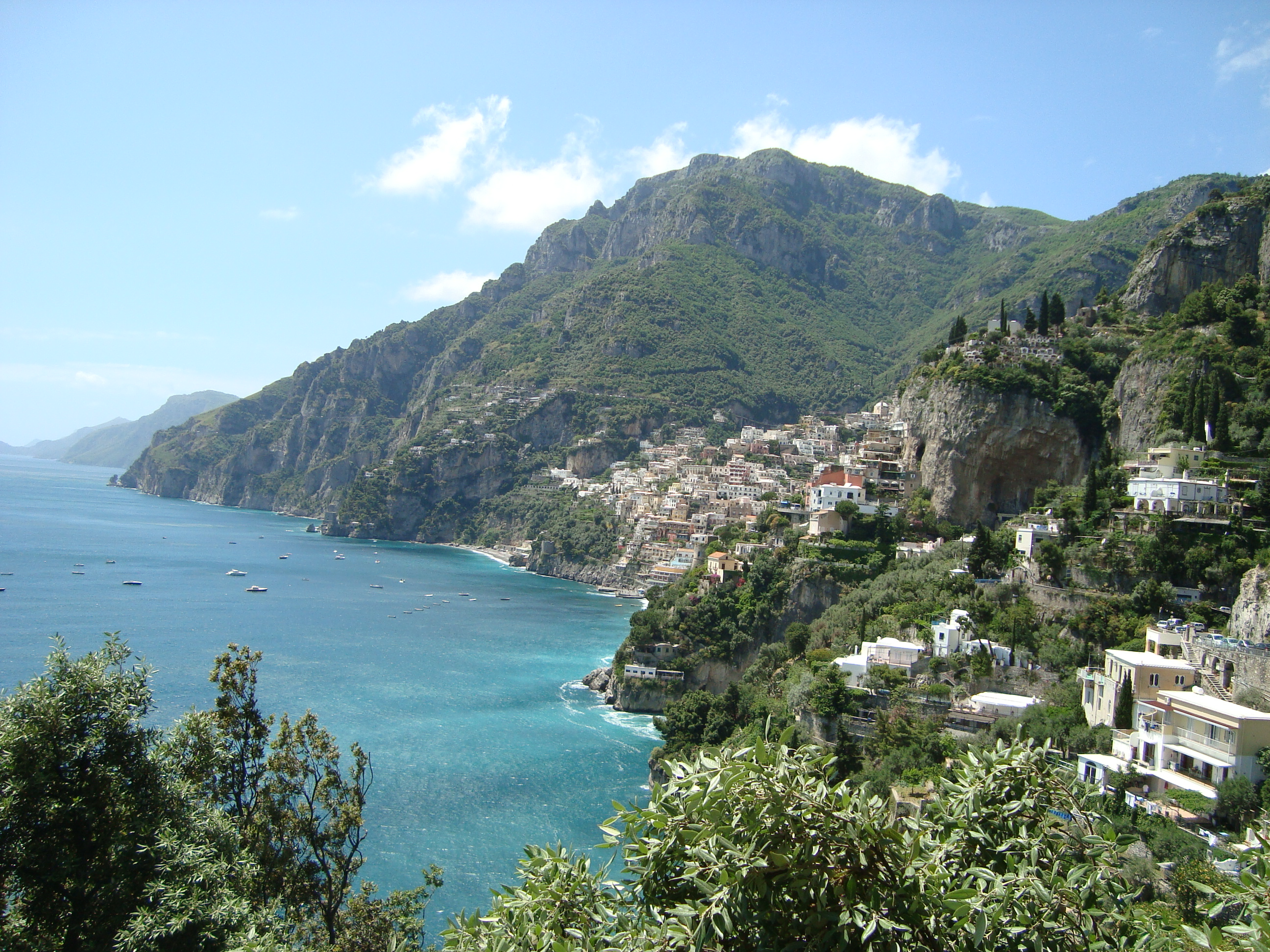
Amalfitana, Positano

Amalfitana (italsky Costiera amalfitana) nebo Amalfitánské pobřeží je pobřežní krajina v délce přibližně 40 km v italské Kampánii. Rozkládá se od Sorrentského poloostrova až k městu Salernu. Je známé pro své vysoké kopce po celé délce, které se svažují až k pobřeží a ze kterých je panoramatický pohled do všech směrů. Na Amalfitánském pobřeží se nachází řada menších měst se zachovalou architekturou. K nejznámějším a nejvíce navštěvovaným náleží Amalfi a Positano.
Díky basiliánským a později benediktinským mnichům se pobřeží proměnilo a vznikly zde stovky kilometrů teras ve svazích, na nichž se zakládaly olivovníkové háje nebo citrusové sady. Pobřeží bylo dlouho dosažitelné pouze lodí nebo po oslích stezkách. V 19. stol. byla do skal vytesána cesta, která pobřeží zpřístupnila.
Od roku 1997 je pobřeží součástí světového dědictví.

## Amalfitana
- Positano
- Praiano
- Conca dei Marini
- Amalfi
- Atrani
- Ravello
- Minori
- Maiori
- Cetara
- Vietri sul Mare